# Karl Zahn (Politiker)

Karl Zahn mit Amtskette und dem „Rote Adler-Orden IV. Klasse“

Karl Zahn (* 25. November 1806 in Aplerbeck (jetzt Dortmund); † 26. August 1882 in Hofgeismar) war ein deutscher Politiker. Von 1847 bis 1871 war er Bürgermeister beziehungsweise Oberbürgermeister der Stadt Dortmund.

## Leben und Wirken
Karl Zahn wurde am 25. November 1806 in der Gemeinde Aplerbeck geboren. Sein Vater war der Ökonom Conrad Zahn. Er besuchte das Dortmunder Gymnasium und studierte anschließend Rechts- und Staatswissenschaften. Er beendete das Studium ohne Abschluss und wurde Verwaltungsbeamter in seiner Heimatstadt. 
Von 1840 bis 1843 war er dort als Stadtrat in der Kommunalpolitik tätig. Er verließ Dortmund, um in Hattingen Bürgermeister zu werden. Am 10. Dezember 1846 wurde er von der Dortmunder Stadtverordnetenversammlung zum Bürgermeister gewählt. Die Wahl stieß auf heftige Ablehnung der alteingesessenen Ratsfamilien, aus deren Reihen sich seit reichsstädtischer Zeit die Dortmunder Bürgermeister rekrutiert hatten. Eine Petition beim Innenministerium scheiterte jedoch und so erfolgte die Ernennung Zahns zum Bürgermeister am 1. Juli 1847. In seine Amtszeit fiel der Wandel Dortmunds von einer Ackerbürgerstadt zur Industriemetropole. Im Zuge der Industrialisierung war eine Anpassung der städtischen Infrastruktur nötig: Karl Zahn initiierte die Gründung der Gasanstalt, die Einführung der Gasbeleuchtung und die Neuorganisation des Armenwesens. Andererseits war er bemüht, die städtische Verwaltung möglichst klein zu halten. Eine weitere Folge der Industrialisierung war die Bevölkerungsexplosion, ab 1859 führte Zahn entsprechend den Titel Oberbürgermeister, den er bis zum 30. Juni 1871 innehatte. Noch am selben Tag verlieh die Stadt Dortmund ihm als erstem Bürger das Ehrenbürgerrecht. Von 1854 bis 1871 vertrat er seine Stadt im Preußischen Herrenhaus. 
Karl Zahn starb am 26. August 1882 in Hofgeismar.